# Filipczański Wierch
Filipczański Wierch – szczyt reglowy w polskich Tatrach Wysokich.
Wznosi się na wysokość 1223 m n.p.m. i stanowi zakończenie grzbietu biegnącego na północny wschód z Zadniej Kopy Sołtysiej (1420 m) w grupie Kop Sołtysich. Jest od niej oddzielony szerokim siodłem Przysłopu Filipczańskiego, poniżej którego grzbiet rozdziela się na dwa. W zachodnim ramieniu za Niżnią Filipczańską Przełęczą (1199 m) znajduje się Filipczański Wierch, natomiast w północno-zachodnim – Łężny Wierch. Zalesiony masyw Filipczańskiego Wierchu wypiętrza się nad doliną Filipką, rozdzielając jej główną część od lewobocznego odgałęzienia – Żlebu za Skałką.
Spod wierzchołka opada na południe kilkudziesięciometrowej wysokości dolomitowa ściana skalna, a w pobliżu znajduje się siedem jaskiń, m.in. Grota Filipczańska nad Mostkiem, Szczelina za Paśnikiem, Jaskinia Filipczańska Niżnia i Grota Filipczańska Wyżnia. Szczyt nie jest udostępniony dla turystów, jego jasne urwiska górujące nad doliną Filipką można jednak obserwować np. z pobliskiej Rusinowej Polany, przez którą prowadzi zielony szlak turystyczny z Wierchporońca do schroniska „Murowaniec”.

## Przypisy

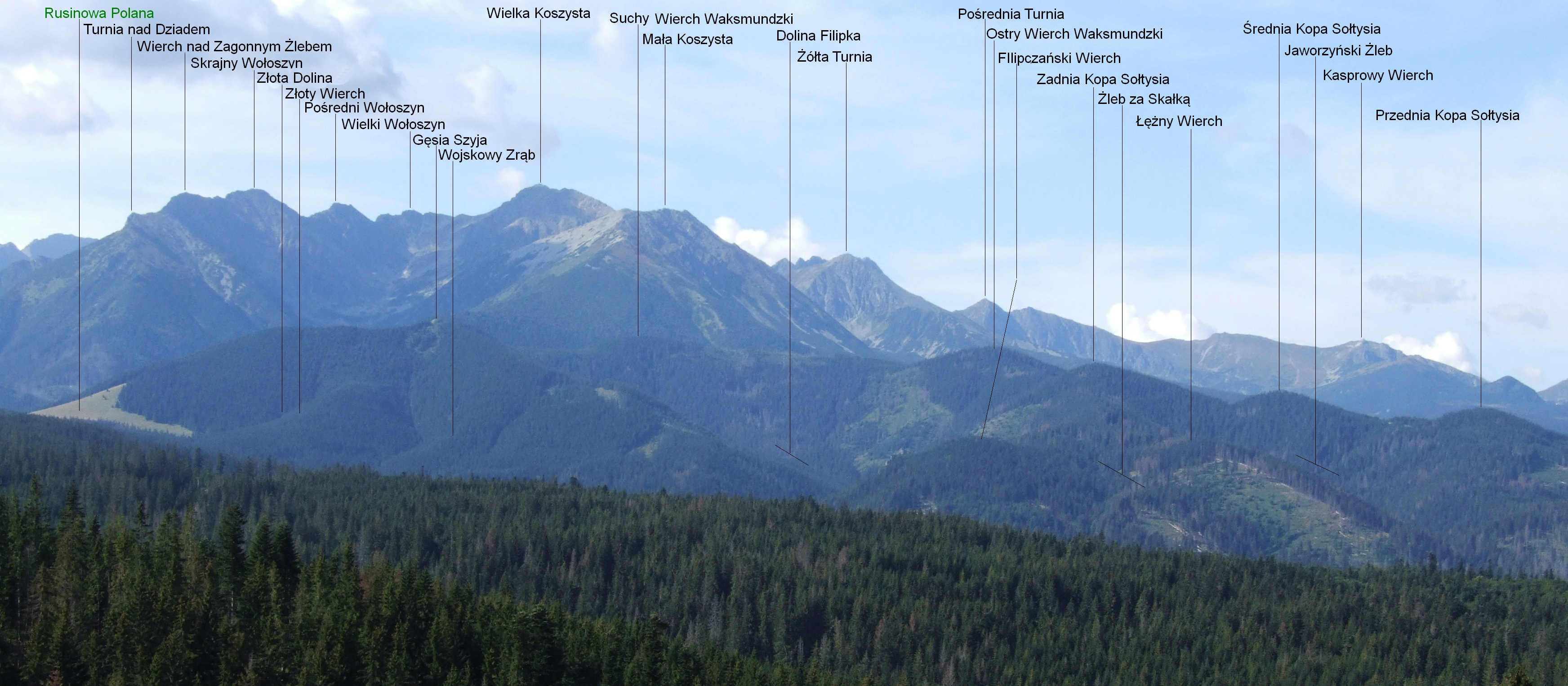
Widok z Głodówki